# El Calvari (Rosselló)
El Calvari és una muntanya de 297 metres que es troba al municipi de Rosselló, a la comarca catalana del Segrià.